# Bergman Rock (musikalbum)
Bergman Rock är det svenska bandet Bergman Rocks första studioalbum, utgivet 2003 på Silence Records.
Albumet producerades av Bergman Rock och Nille Perned, förutom "Help the Band" som producerades av Bergman Rock, Perned och Zqaty. Det spelades in i Törncrantz Rock'n'Roll i Solna, Kåseberga, Hackney Road Studios i London, Silence Studio i Koppom samt på Atlantis, Traxton Recording och The Dustward i Stockholm. Den mastrades av Hoffe Stannow på Cosmos i Stockholm med Sören Elonsson som assisten. Albumet mixades av Perned, förutom "No Position" och "Nordic Dep." som mixades av Christian Edgren.
Från albumet utgavs singlarna "Jim" och "I'm a Crab". Ingen av dessa nådde någon listplacering. "Help the Band" utkom senare som promotionsingel. Albumet nådde plats 24 på Svenska albumlistan.

## Låtlista
Alla låtar är skrivna av Bergman Rock.
1. "Wake-Up Call" – 2:44
2. "No Position" – 2:31
3. "Jim" – 5:10
4. "Outside the Disco" – 3:18
5. "Darkness for Beginners" – 3:51
6. "Home Is Where the Herd Is" – 4:35
7. "My Best Fiend" – 3:44
8. "I'm a Crab" – 2:25
9. "Wake-up Call (Snooze)" – 2:00
10. "Skin & Bones" – 3:19
11. "Help the Band" – 3:07
12. "Nordic Dep." – 9:00

## Medverkande

### Musiker
- Mats Andersson – trummor
- John Essing – gitarr
- Mats Hellquist – bas
- Jonas Jonasson – bakgrundssång, synth
- Conny Nimmersjö – gitarr
- Thomas Öberg – sång

### Övriga
- Bergman Rock – producent
- Christian Edgren – mixning
- Sören Elonsson – mastering (assisterande)
- Martin Kann – artwork
- Anders Lind – ljudtekniker
- Nille Perned – producent, mixning
- Dan Sandqvist – foto
- Zqaty – producent
- Hoffe Stannow – mastering

## Mottagande

### Kritikerröster
Albumet har medelbetyget 2,8 av 5 på Kritiker.se.

### Listplacering
| Lista (2004) | Topplacering |
| ------------ | ------------ |
| Sverige      | 24           |